# Ascetoderes tibialis
Ascetoderes tibialis is een keversoort uit de familie knotshoutkevers (Bothrideridae). De wetenschappelijke naam van de soort werd in 1888 gepubliceerd door Thomas Blackburn.